# Koi Koi Seven
Koi Koi Seven (こいこい7?, Koi Koi 7) è una serie televisiva anime giapponese di 13 episodi prodotta nel 2005 dallo Studio Flag, tratta dall'omonimo manga di Morishige, pubblicato in 9 tankōbon a partire dall'ottobre 2002.

## Trama
Tetsuro Tanaka è felice di poter frequentare una scuola superiore a tempo pieno, finalmente lontano dalla famiglia. Quel che non sa, però, è che è l'unico ragazzo in tutto l'istituto, e che ad attenderlo c'è anche una ragazza ossessivamente innamorata di lui. Ma una volta a scuola Tetsuro lega con la bella e dinamica Asuka Yayoi, cosa che gli causerà molti problemi con le leader del consiglio d'istituto, da tempo in lotta con Asuka e le sue cinque amiche, che insieme formano il gruppo di amazzoni guerriere chiamato Koi Koi 7.

## Personaggi
- Tetsuro Tanaka (田中 哲朗?, Tanaka Tetsurō), doppiato da Yūki Tai
- Yayoi Asuka (飛鳥 ヤヨイ?, Asuka Yayoi), doppiata da Saori Gotō
- Sakuya Kazamatsuri (風祭 サクヤ?, Kazamatsuri Sakuya), doppiata da Ayako Itō
- Miyabi Tsukuyomi (月読 ミヤビ?, Tsukuyomi Miyabi), doppiata da Akiko Kawase
- Hifumi Inokai (猪飼 ヒフミ?, Inokai Hifumi), doppiata da Kimiko Koyama
- Akiwo Suzuka (鈴鹿 アキヲ?, Suzuka Akiwo), doppiata da Yūko Gibu
- Otome Chono (蝶野 オトメ?, Chono Otome), doppiata da Yūna Inamura

## Manga
Il manga di Koi Koi Seven fu originalmente serializzato sulla rivista giapponese Champion Red edita da Akita Shoten dal 2002. I vari capitoli sono stati poi raccolti in nove volumi tankōbon, il primo pubblicato il 13 marzo 2003 mentre l'ultimo il 20 marzo 2007.

### Volumi
| Nº | Data di prima pubblicazione | Data di prima pubblicazione | Data di prima pubblicazione |
| Nº | Giapponese                  | Giapponese                  |                             |
| -- | --------------------------- | --------------------------- | --------------------------- |
| 1  | 13 marzo 2003               | ISBN 4-253-23000-8          |                             |
| 2  | 21 agosto 2003              | ISBN 4-253-23001-6          |                             |
| 3  | 25 marzo 2004               | ISBN 4-253-23002-4          |                             |
| 4  | 25 novembre 2004            | ISBN 4-253-23003-2          |                             |
| 5  | 19 marzo 2005               | ISBN 4-253-23004-0          |                             |
| 6  | 20 settembre 2005           | ISBN 4-253-23005-9          |                             |
| 7  | 20 marzo 2006               | ISBN 4-253-23006-7          |                             |
| 8  | 20 ottobre 2006             | ISBN 4-253-23007-5          |                             |
| 9  | 20 marzo 2007               | ISBN 978-4-253-23008-7      |                             |

## Anime
Un adattamento anime prodotto da Studio Flag andò in onda in Giappone dal 2 aprile al 25 giugno 2005. La serie è composta da 13 episodi e due brevi speciali, quest'ultimi pubblicati direttamente in DVD il 27 gennaio 2006.

### Episodi
| Nº | Giapponese 「Kanji」 - Rōmaji | In onda        | In onda |
| Nº | Giapponese 「Kanji」 - Rōmaji | Giapponese     |         |
| 1  | 「花弁（はなびら）満開！」 - Hanabira Mankai!「恋の華咲くこいこい７です～」 - Koi no Hanasaku Koi Koi 7 desu~                                      | 3 aprile 2005  |         |
| 2  | 「少女万歳(ガールズブラボー)！」 - Shōjo Banzai (Gāruzu Burabō)!「揺れて流れて！逆襲のミヤ様です～」 - Yuretenagarete! Gyakushu no Miya-sama desu~ | 10 aprile 2005 |         |
| 3  | 「特撮激燃(ゲキファイヤー)！」 - Tokusatsu Jimoe (Geki Faiyā)「アキヲ、心の向こうに…です～」 - Akiwo, Kokoro no Mukou ni…desu~                     | 17 aprile 2005 |         |
| 4  | 「美人薄命！？」 - Bijinhakumei!?「ヲトメちゃんは何を夢みる？です～」 - Otome-chan wa Nani o Yumemiru? desu~                                       | 24 aprile 2005 |         |
| 5  | 「豪華絢爛爆乳大会」 - Gōkakenran Bakunyu Taikai「お台場の空をつらぬいてです～」 - Odaiba no Sora o Tsuranuite desu~                               | 1º maggio 2005 |         |
| 6  | 「熱血闘魂・鬼軍曹どのっ！」 - Nekketsu Tōkon / Oni Gunsō-dono!「制作進行サクヤさんです～」 - Seisaku Shinkō Sakuya-san desu~                      | 8 maggio 2005  |         |
| 7  | 「白百合嵐（しらゆりのあらし）！」 - Shirayuri no Arashi!「嗚呼、麗しの君よ☆想い遥かに…です～」 - Aä, Uruwashi no Kimi yo * Omoi Haruka ni…desu~   | 15 maggio 2005 |         |
| 8  | 「女神覚醒！？」 - Megami Kakusei!?「光と影のアスカヤヨイちゃんです～」 - Hikari to Kage no Asuka Yayoi-chan desu~                                 | 22 maggio 2005 |         |
| 9  | 「幼女降臨！！」 - Yōjo Kōrin!!「ガンタイちゃん、初めてのお散歩です～」 - Gantai-chan, Hajimete no Osanpo desu~                                    | 29 maggio 2005 |         |
| 10 | 「桃色吐息！？」 - Momoiro Toiki!?「ヒフミちゃん舞う！うたかたの一日です～」 - Hifumi-chan Mau! Utakata no Ichinichi desu~                         | 5 giugno 2005  |         |
| 11 | 「酒池肉林！？」 - Shuchinikurin!?「ミヤ様炸裂！砂の嵐のカトレア城です～」 - Miya-sama Sakuretsu! Suna no Arashi no Katorea Shiro desu~            | 12 giugno 2005 |         |
| 12 | 「驚天動地？？」 - Kyōtendochi??「世界の中心で、二人で一緒にナニ叫ぶ？です～」 - Sekai no Chūsin de, Futari de Issho ni Nani Yobu? desu~           | 19 giugno 2005 |         |
| 13 | 「死亡遊戯！？」 - Shibō Yūgi!?「最後の希望、秘密 そして…」 - Saigo no Kibō, Himitsu soshite…                                                      | 26 giugno 2005 |         |